# 二本柳俊一
二本柳 俊一（にほんやなぎ としかず、1947年6月21日 - ）は、千葉県出身の元調教助手・元調教師。
父は元騎手・元調教師の二本柳俊夫、息子は元騎手・現調教助手の二本柳壮、義父は野平祐二。

## 経歴
野平の長女である妻と結婚する際、仲人を務めたのは野平に師事していた大橋巨泉で、妻の希望で結婚式はカナダ・バンクーバーで挙げた。1981年に息子の壮が誕生するが、巨泉は幼少の頃の「ソンソン」と呼び、後に自身の著書で「壮君のさっそうとした騎乗ぶりを見るたびに、女房とあの結婚式の話になる。」と綴っている。
後に殿堂入りする父・俊夫の下で調教助手を務め、1984年に調教師免許を取得し、後継者として1985年に開業 。
1年目の1985年は3月9日の中山第12競走5歳以上900万下・デアリングパワーで初出走初勝利を挙げたが、初年度は出走させた頭数も少なく3勝に止まる。1989年は初の2桁で自己最多の17勝をマークし、1991年まで3年連続2桁勝利を記録。バリエンテーが1989年のダービー卿チャレンジトロフィー2着、1990年は金杯（東）2着・関屋記念3着、1991年には京成杯オータムハンデキャップを制す。1991年はシンコウアンクレーを障害に転向させ、6頭立ての中山大障害（春）に出走させる。レースは大逃げのクリバロンが大竹柵で転倒し、最後方にいたオキノトモヅナも同じ場所で落馬したため4頭立てとなった。その後はクリバロンに替わってシンコウアンクレーが逃げ、並びかけるようにシンボリクリエンスが追走。シンコウアンクレーは大生垣でややバランスを崩したが、最後まで先頭をキープしてシンボリクリエンスやパンフレットを倒した。勝ちタイムは4:38.1であり、1979年春のバローネターフのレコードを0.4秒更新し、二本柳にとっては初の重賞制覇であった。
1993年から1995年には3年連続2桁勝利を記録し、1993年には優駿牝馬でグランドクロスがホクトベガ・ワコーチカコを抑えて5着と健闘。1997年には4歳牝馬特別（西）でグランシェールが4着となるが、桜花賞出走を果たし、鞍上の柴田大知はGI初騎乗となった。1999年からは息子の壮がデビューし、騎乗や勝鞍の大半を占めるようになる。
1996年からは1桁台が続くなど低迷し、2008年は3勝全てを丸田恭介の手綱で挙げ、3勝中2勝は4月19日・翌20日の福島で最下位人気による2日連続勝利であった。2009年から2011年には3年連続0勝と更に低迷するが、2012年6月17日の福島第6競走3歳未勝利では15頭中14番人気のコウズシャインで逃げ切り、壮の手綱で4年ぶりの勝利を挙げると、枠連以外すべて万馬券の大波乱を演出。2013年は全2勝を春の小倉で挙げ、2014年は3月2日の第12競走呼子特別でカンタベリーナイトを出走させ、道中は内で我慢して直線で末脚が弾け、見事差し切り勝ちを収める。2015年は2月28日の小倉戦2勝を含む4勝をマーク。特別戦も3勝しており、28日の小倉第11競走皿倉山特別・カンタベリーナイトでは2周目向正面で最後方からスパートし、大外から位置を押し上げ直線で先頭に立つと、内から追い込んできたレイトライザーを抑えて久々のメインレース勝ちを飾る。ゲートはいつも良くなかったが、小倉は良く走った。4月18日の福島第12競走医王寺特別ではカシノワルツで3、4コーナーは少し甘くなるも、最後はきっちりと差し切った。また、同年8月には九州産馬限定の佐賀競馬の重賞・霧島賞をカシノデュークで制している。
2017年8月5日の札幌第9競走3歳以上500万下・キチロクステージで最後の勝利を挙げ、2018年には2月25日の中山第7競走4歳以上500万下・カシノランド（16頭中14着）が中央最後の出走、同27日の川崎第9競走フェブラリーフラワー賞・カシノソルジャー（12頭中9着）が地方最後の出走となった。
28日付けで定年の為、引退。

## 調教師成績
| 通算成績 | 1着 | 2着 | 3着 | 出走回数 | 勝率 | 連対率 |
| -------- | --- | --- | --- | -------- | ---- | ------ |
| 平地     | 172 | 195 | 199 | 4278     | .040 | .086   |
| 障害     | 10  | 17  | 15  | 162      | .062 | .167   |
| 計       | 182 | 212 | 214 | 4440     | .041 | .189   |

### 主な管理馬
※太字はGI級レース。
- シンコウアンクレー（1991年中山大障害 (春)）
- バリエンテー（1991年京成杯オータムハンデキャップ）
- カシノデューク（2013年霧島賞）